# Buhariv, Ostroh
Buhariv (în ucraineană Бухарів) este localitatea de reședință a comunei Buhariv din raionul Ostroh, regiunea Rivne, Ucraina.

## Demografie
Componența lingvistică a localității Buhariv
     Ucraineană (99,18%)
     Alte limbi (0,82%)
Conform recensământului din 2001, majoritatea populației localității Buhariv era vorbitoare de ucraineană (99,18%), existând în minoritate și vorbitori de alte limbi.